# Pescăruș sur mare
Pescărușul sur mare (Larus delawarensis) este un pescăruș de mărime medie. Denumirea genului provine din latinescul Larus, care pare să se fi referit la un pescăruș sau la o altă pasăre marină⁠(d) de dimensiuni mari. Specificul delawarensis se referă la râul Delaware⁠(d), din estul Statelor Unite.

## Distribuție și habitat
Habitatul de reproducere al pescărușului sur mare este în apropierea lacurilor, râurilor sau coastelor din Canada și nordul Statelor Unite. Ei își fac cuiburi coloniale pe sol, adesea pe insule. Această pasăre tinde să fie fidelă locului de cuibărit, dacă nu chiar partenerului său, de la an la an. Sunt păsări migratoare și majoritatea se deplasează spre sud, spre Golful Mexic și coastele Atlanticului și Pacificului din America de Nord, precum și spre Marile Lacuri.
Acest pescăruș este un rătăcitor obișnuit în Europa de Vest. În Irlanda și Marea Britanie nu mai este clasificat ca o raritate, mai multe păsări iernând în mod regulat în aceste țări.

## Status
La sfârșitul secolului al XIX-lea, pescărușul sur mare a fost vânat pentru penajul său. Populația sa și-a revenit de atunci și este probabil cel mai comun pescăruș din America de Nord. Populația a fost estimată în 2006 la 2,55 milioane de păsări.

## Galerie

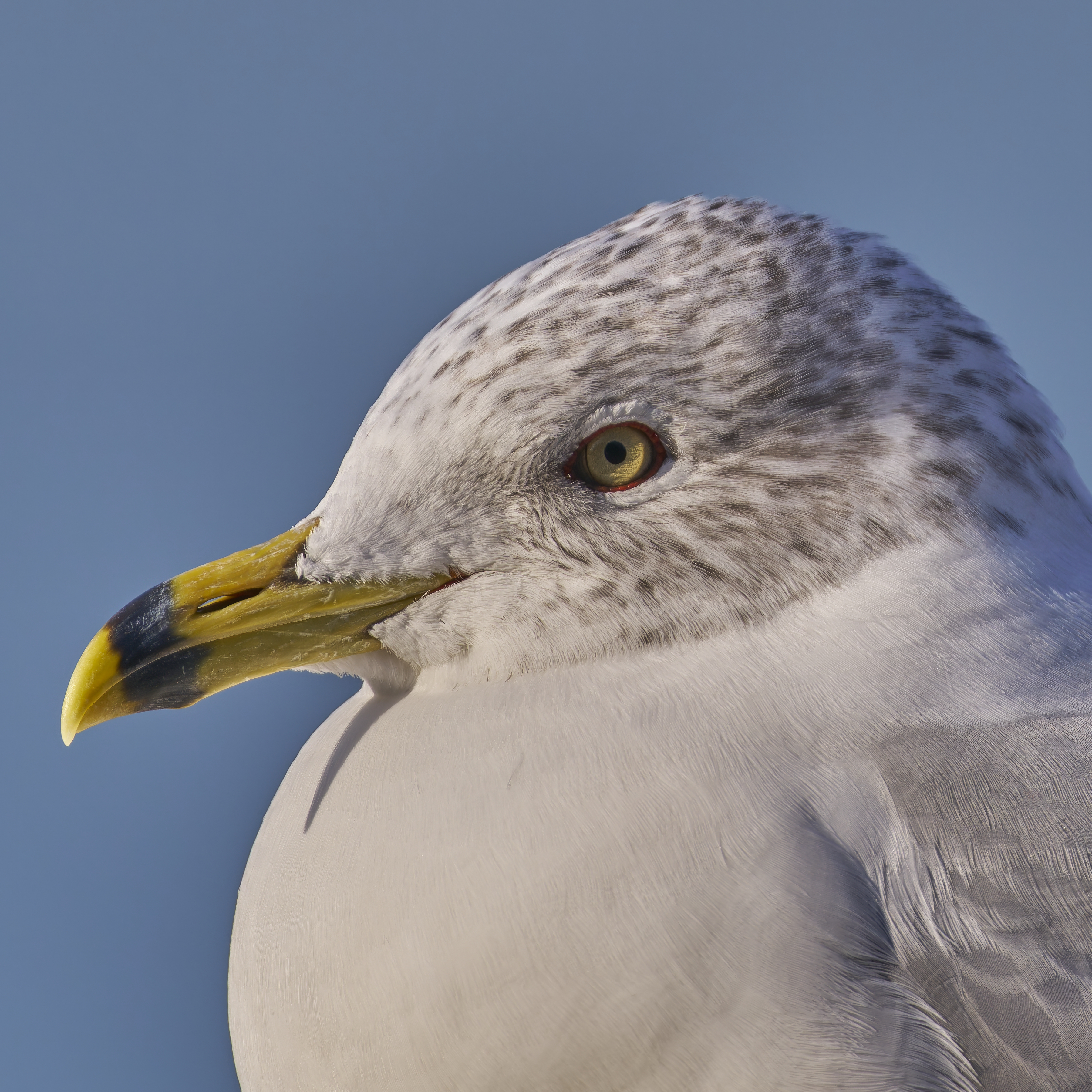
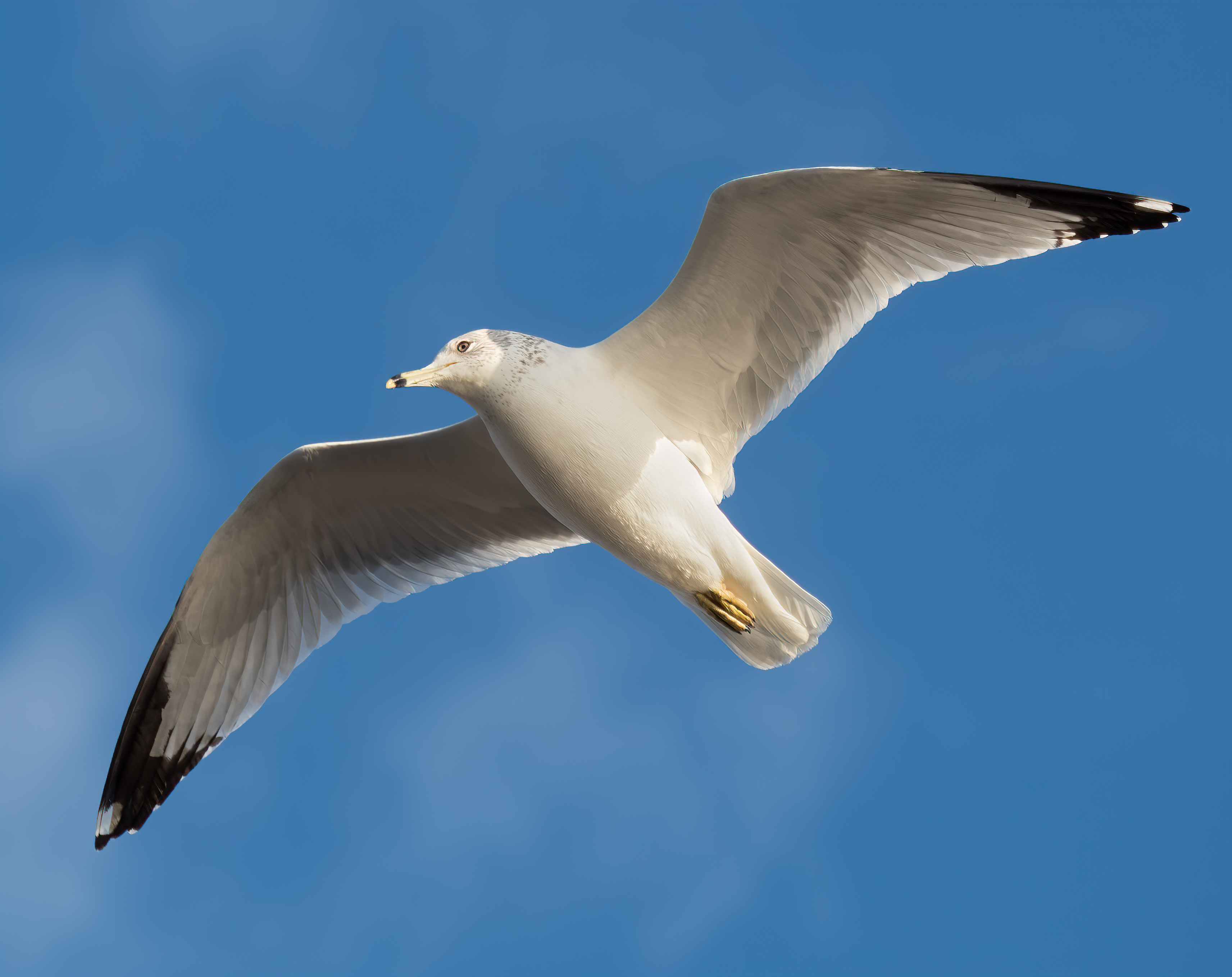
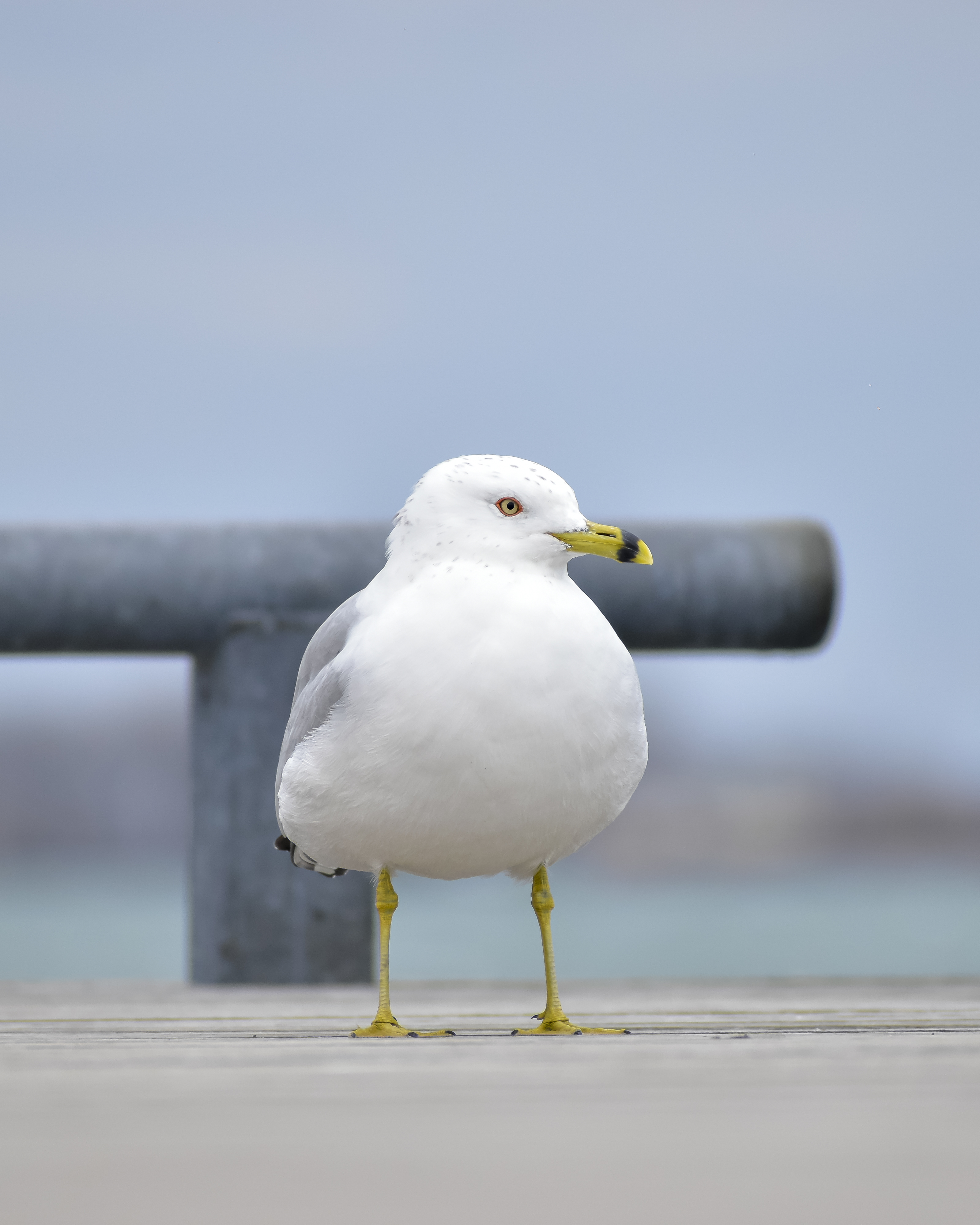
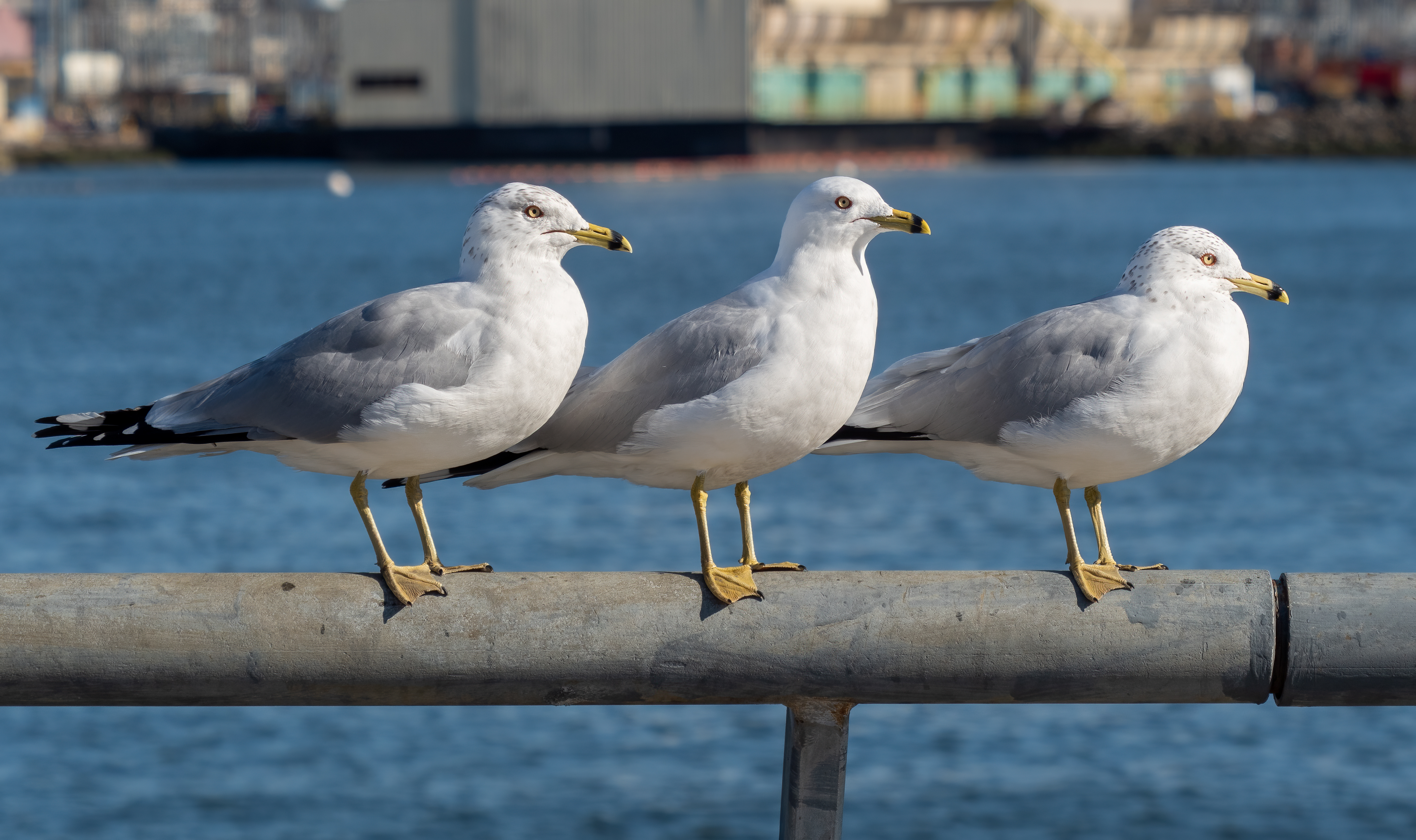